# Chamigny
Chamigny je francouzská obec v departementu Seine-et-Marne v regionu Île-de-France. V roce 2011 zde žilo 1 300 obyvatel. Chamigny se nachází 58 kilometrů severovýchodně od Paříže na řece Marně, která ohraničuje obec na východě. Meaux, hlavní město stejnojmenného arrondissementu, do něhož patří i Chamigny, leží 20 km na západo-jihozápad.
V obci se nachází kostel Saint-Étienne (kostel svatého Štěpána) postavený kolem roku 1130, který je vyhlášen za historickou památku. Z Chamigny pocházel malíř Fernand Sabatté (1874–1940). Obyvatelé obce se nazývají Chamignots. Starostkou obce je Jeannine Beldentová, která úřaduje od roku 1995.

## Sousední obce
Chamigny sousedí s obcemi Cocherel na severu a severozápadě, Dhuisy na severu, Sainte-Aulde na severovýchodě, Luzancy na východě, Reuil-en-Brie na jihu a jihovýchodě, La Ferté-sous-Jouarre na jihu, Ussy-sur-Marne na jihozápadě, Jaignes na západě a Tancrou na západě a severozápadě.

## Vývoj počtu obyvatel

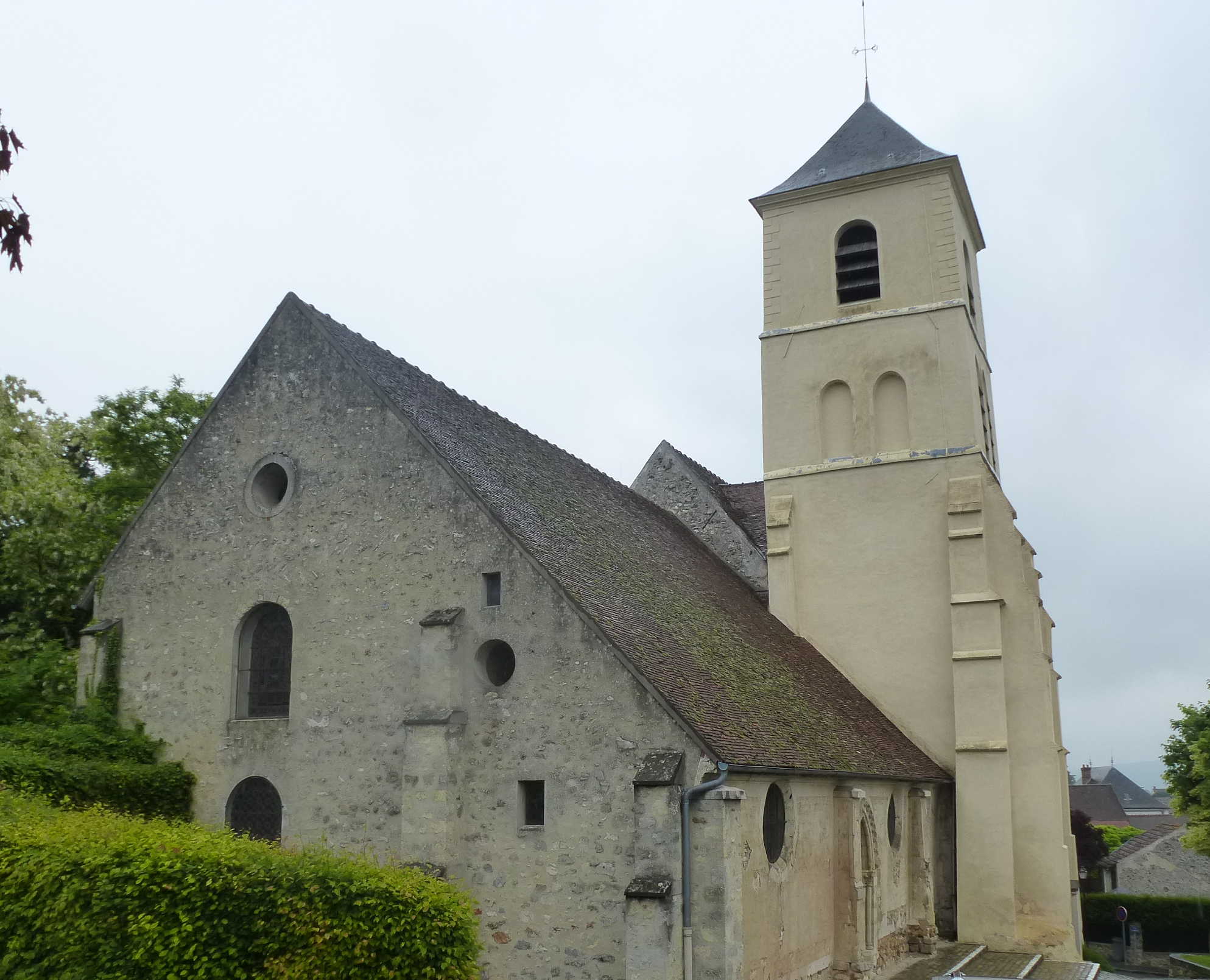
Kostel Saint-Étienne v Chamigny

Počet obyvatel 